# إيدا النمساوية
إيدا النمساوية (حوالي 1055 - سبتمبر 1101)؛ وأيضا معروفة باسم إيثا؛ كانت مارغرافين النمسا بزواجها من ليوبولد الثاني، شاركت في الحملة الصليبية لعام 1101 مع جيشها الخاص.

## السيرة الذاتية
كانت تعتبر واحدة من أجمل النساء في وقتها، يعتقد بعض المؤرخين أنه تزوجت أولاً من النبيل هادريش فون شوارزنبرغمع ذلك لا يؤيد الكثير هذه النظرية لاعتقادهم أن هادريش أصغر من ابنها، قبل عقد 1070 تزوجت من ليوبولد الثاني من النمسا، وقفت مع زوجها ضد الإمبراطور أثناء نزاع التنصيب.
في عام 1101 انضمت إيدا جنبًا إلى جنب مع الأسقف ثيمو من زالتسبورغ وفلف الاول دوق بافاريا وغيوم التاسع دوق أقطانية في الحملة الصليبية الذين حاولوا قيادة الجيش نحو القدس.
في سبتمبر من ذلك العام، كانت إيدا وجيشها من بين أولئك الذين تعرضوا لكمين في هرقلة من قبل السلطان قلج أرسلان الأول، أفاد المؤرخ والراهب إيكيهارد الآوري أن إيدا قُتلت بالقتال، ولكن الشائعات إفادة بأنها نجت، بحيث تم سبيها ونقلها إلى دائرة الحريم في إمارة خراسان وفقًا لألبرت فون آخن، ادعت الأساطير اللاحقة بأنها كانت والدة المجاهد المسلم نور الدين زنكي والتي ذكرت في مخطوطة تاريخ أسرة فلف لكن هذا مستحيل لأسباب كرونولوجية، ومن المحتمل أن تكون رواية الآوري هو النسخة الأكثر ترجيحًا، لأنه الوحيد الذي اعتمد علي الشهود العيان الذين نجوا من معركة هرقلة التقى بهم بعد بضعة أسابيع في يافا، بينما تلتقى ألبرت فون آخن ومؤلف تاريخ أسرة فلف بعض الإشاعات.

## الذرية
- ليوبولد الثالث (1073-1136)؛ خليفة والده.[8]
- أدلهيد (توفيت. بعد 1120)؛ تزوجت من الكونت ثيودريك الثاني من فورمباخ.
- إليزابيث (توفيت. 1107)؛ تزوجت من المارغريف أوتوكار الثاني الستيرياوي.[8]
- غربيرغا (توفيت. 1142)؛ تزوجت الدوق بوريفوج الثاني البوهيمي.[8]
- إيدا، تزوجت من الأمير لويتبولد برميسل الزنويموي.
- يوفيميا، تزوجت الكونت كونراد الأول من بيلشتاين
- صوفيا (توفيت. 1154) ، تزوجت من هنري إبنشتاين دوق كارينثيا منذ 1090 حتى 1122، ثم من الكونت سيغارد العاشر من بورغهاوزن.[8]